# 四硝基甲烷
四硝基甲烷（英語：Tetranitromethane，简称TNM）是一种分子式为C(NO2)4的强氧化剂。它属于硝基化合物，分子中四个硝基直接连接在碳原子上。

## 用途
四硝基甲烷曾被研究用作液态推进火箭中的氧化剂，但高熔点使其不适用于此用途；此外，尽管纯四硝基甲烷不能发生爆炸，它的爆炸敏感性却会因其中可被氧化的杂质（如防冻剂）而显著增加。因此它完全不能用作推进剂。在实验室中四硝基甲烷则被用来检测碳碳双键及用作硝化剂。它还曾被用来提高柴油的十六烷值。

## 合成
四硝基甲烷在1857年由氰乙酰胺的钠盐与硝酸反应而首次制得。
实验室中可用无水硝酸硝化乙酸酐制取四硝基甲烷（Chattaway法）。这种方法在20世纪50年代曾被Nitroform公司在美国新泽西州纽瓦克用于工业生产，但这座化工厂在1953年的一次爆炸事故中被完全摧毁。
四硝基甲烷的首次大规模工业生产则要追溯到第二次世界大战：德国人将其用于提高柴油的十六烷值。这种方法改进了前一种方法，采用乙酸而不是乙酸酐与硝酸反应。投入生产的数周之后，已有约10吨的四硝基甲烷被合成出来。但是，由于昂贵的相关费用，这种生产方式在二战之后不再被使用。
目前商业用四硝基甲烷则是以乙炔为原料通过一种更经济的方法合成的。含硝酸汞的硝酸首先被乙炔还原得到三硝基甲烷（硝仿）与含二氧化碳和氮氧化物的废气（氮氧化物被吸收塔收集起来）；制得的三硝基甲烷随后与硝酸及浓硫酸加热反应得到四硝基甲烷。用这种方法能够实现高达90%（基于原料硝酸）的提纯前产率。

## 安全性
纯四硝基甲烷完全无法发生爆炸——即使用10g特屈儿引爆也是如此。然而它的爆炸敏感性却会因其中的杂质而显著增加，哪怕只有十分少的量。按化学计量比加入的四硝基甲烷能与燃料形成具有极强爆炸性的混合物，其中许多的爆炸威力甚至超过了硝化甘油。
在高pH的环境下四硝基甲烷会与水气反应生成三硝基甲烷，后者易与金属反应生成不稳定且易爆的盐。
四硝基甲烷具有高毒性。人体吸入2.5g/kg的四硝基甲烷即可引起高铁血红蛋白症、肺水肿，以及对肝、肾和中枢神经系统的损害。它还被怀疑是一种人类致癌物。